# Tratado de Kalisch
O Tratado de Kalisch ou Kalisz foi uma aliança militar firmada em 28 de fevereiro de 1813 na cidade homônima entre o Reino da Prússia e o Império Russo contra Napoleão.

## História
O presente tratado tem como precursor o armistício informal da Convenção de Tauroggen, acordada entre os generais Yorck e Diebitsch, que estabeleceu a neutralidade da Prússia para com o Império Russo. Em 28 de fevereiro de 1813 a convenção dos generais foi formalizada como tratado pelos soberanos de ambas as nações, mas desta vez inseriu a Prússia definitivamente no grupo dos Aliados.  
Pelas cláusulas do Tratado, a Prússia se comprometeu a enviar 80.000 homens para auxiliar o contingente russo de 150.000; ademais, ambos juraram não fazer a paz em separado com Napoleão Bonaparte. 
Ele também determinava a restauração da Prússia - nos aspectos financeiros e geográficos - à situação anterior a guerra de 1806. Frederico Guilherme sabia que isso significava perder seus territórios poloneses, mas seu Reino seria compensado pelas conquistas dos Aliados na Saxônia.  